# Crazy Nights
《Crazy Nights》는 1987년 3월부터 6월까지 녹음되고 유럽의 머큐리 레코드와 버티고 레코드에 의해 1987년 9월 21일에 발매된 미국의 하드 록 밴드 키스의 열네 번째 스튜디오 음반이다. 이 음반은 진 시몬스, 폴 스탠리, 브루스 큘릭, 에릭 카의 새로운 라인업을 특징으로 하는 두 번째 음반이었다. 이 음반은 팝 메탈 키보드와 신시사이저를 많이 사용한 것으로 유명하다. 이 음반은 키스 리마스터즈 시리즈의 일부로 1998년에 재발매되었고 리마스터된 마지막 키스 음반이다.
《Crazy Nights》의 수록곡은 서포팅 투어에서는 비교적 많은 곡이 라이브로 공연되었지만, 특히 투어 직후에는 대부분의 수록곡이 폐기되어 다시는 공연되지 않았다. 〈Crazy Crazy Nights〉 곡만 몇 년 후 《Hot in the Shade》 투어의 세트리스트에 남았다. 그 투어가 끝나고 거의 20년 동안 Sonic Boom Over Europe Tour가 될 때까지 돌아오지 않았다. 이는 이 음반을 《Music from "The Elder"》와 《Carnival of Souls: The Final Sessions》 다음으로, 그들의 세트리스트에서 그들의 활동 내내 밴드의 전체 카탈로그에서 가장 적게 대표되는 음반 중 하나로 만든다.

## 배경
키스는 음반 《Crazy Nights》를 만들 때 다른 접근법을 취했는데, 이는 밴드의 음악 장르 실험과 두 명의 주요 멤버의 상실로 인해 음악 경력에 차질을 빚은 후 그들의 이미지를 바꾸기 위해서였다. 그 밴드는 성공률이 떨어진 후 증명해야 할 것이 많았다.

## 평가
| 전문가 평가                       | 전문가 평가 |
| 평가 점수                         | 평가 점수   |
| 출처                              | 점수        |
| --------------------------------- | ----------- |
| AllMusic                          | [ 8 ]       |
| The New Rolling Stone Album Guide | [ 9 ]       |

에밀리 프레이저는 《Q》 잡지에서 "그들의 멜로디는 계속 돌로 만들어지지만 가사는 립스틱으로 쓰여져 있다"고 썼다. "리프는 종종 목적과 힘을 가지고 있으며, 〈No No No〉와 〈Thief in the Night〉의 경우 예리하고 첨예한 최첨단이다."
프레드 델러는 《하이파이 뉴스 & 레코드 리뷰》에서 "미학적으로 훌륭하지 않다"고 말했다. "하지만 나도 그것에 참여하고 싶다."
《Crazy Nights》는 미국 빌보드 200 차트에서 18위로 정점을 찍으며 1980년대 미국에서 가장 높은 차트의 키스 음반이 되었다. 1987년 11월 18일 캐나다에서 플래티넘 인증을 받았고 and a few months later in the US, on February 18, 1988. 몇 달 뒤인 1988년 2월 18일 미국에서 플래티넘 인증을 받았다. 이 음반의 세 싱글들은 MTV에서 많은 로테이션을 받은 상응하는 비디오들을 가지고 있었고, 《Crazy Nights》 홈 비디오에도 피처링 되었다. 가장 성공적인 싱글곡은 〈Crazy Crazy Nights〉로 5개국에서 차트 작성되었으며, 가장 낮은 히트곡은 〈Turn On the Night〉로 41위에 오른 영국에서만 차트 작성되었다. 가장 높은 순위에 오른 싱글은 영국에서 4위에 오른 〈Crazy Crazy Nights〉였다.
이 음반은 폴리그램 레코드 회사 임원들에게 매우 좋은 평가를 받았다. 이 음반을 풀로 재생한 회의에서는 회의실 전체가 5분 동안 서서 박수를 보냈다고 한다. 그 흥분은 1980년대 기업 록의 기준 중 하나로서의 명성을 굳히면서, 기업 팀이 음반을 플래티넘 지위를 훨씬 넘어 홍보하기에 충분했다.

## 곡 목록
| #  | 제목                            | 작사·작곡                   | 리드 보컬 | 재생 시간 |
| -- | ------------------------------- | --------------------------- | --------- | --------- |
| 1. | 〈Crazy Crazy Nights〉          | 폴 스탠리, 애덤 미첼        | 스탠리    | 3:47      |
| 2. | 〈I'll Fight Hell to Hold You〉 | 스탠리, 미첼, 브루스 큘릭   | 스탠리    | 4:10      |
| 3. | 〈Bang Bang You〉               | 스탠리, 데스몬드 차일드     | 스탠리    | 3:53      |
| 4. | 〈No, No, No〉                  | 진 시몬스, 큘릭, 에릭 카    | 시몬스    | 4:19      |
| 5. | 〈Hell or High Water〉          | 시몬스, 큘릭                | 시몬스    | 3:28      |
| 6. | 〈My Way〉                      | 스탠리, 차일드, 브루스 터곤 | 스탠리    | 3:58      |

| #   | 제목                          | 작사·작곡                            | 리드 보컬 | 재생 시간 |
| --- | ----------------------------- | ------------------------------------ | --------- | --------- |
| 7.  | 〈When Your Walls Come Down〉 | 스탠리, 미첼, 큘릭                   | 스탠리    | 3:25      |
| 8.  | 〈Reason to Live〉            | 스탠리, 차일드                       | 스탠리    | 4:00      |
| 9.  | 〈Good Girl Gone Bad〉        | 시몬스, 데이비트 시거슨, 피터 디긴스 | 시몬스    | 4:35      |
| 10. | 〈Turn On the Night〉         | 스탠리, 다이앤 워런                  | 스탠리    | 3:18      |
| 11. | 〈Thief in the Night〉        | 시몬스, 미치 와이스먼                | 시몬스    | 4:07      |

## 인증
| 국가                       | 인증     | 판매량/출하량 |
| -------------------------- | -------- | ------------- |
| 캐나다 (뮤직 캐나다)       | 플래티넘 | 100,000^      |
| 핀란드 (Musiikkituottajat) | 골드     | 25,000        |
| 영국 (BPI)                 | 골드     | 100,000^      |
| 미국 (RIAA)                | 플래티넘 | 1,000,000^    |
| ^출하량을 기반으로 한 인증 |          |               |